# مقاطعة راندولف (إنديانا)
مقاطعة راندولف هي مقاطعة في إنديانا، بلغ عدد سكانها 26٬171  نسمة، في 2010، عاصمتها وينشستر، تبلغ مساحتها 1٬174 كيلومتر مربع.

## الموقع
تشترك في الحدود مع:
- مقاطعة جاي
- مقاطعة هنري
- مقاطعة واين
- مقاطعة دارك، أوهايو
- مقاطعة ديلاوير (إنديانا).

## التقسيمات الإدارية
- وينشستر.

## أعلام
- جيم جونز